# Soudylkiv
Soudylkiv (en ukrainien : Судилків) ou Soudilkov (en russe : Судилков) est un village du raïon de Chepetivka, dans l'oblast de Khmelnitski, en Ukraine.

## Histoire
Avant la Shoah, de nombreux Juifs vivaient dans la ville. Le recensement de 1897 révèle que sur une population totale de 5 551 personnes, les membres de la communauté juive étaient 2 712 habitants.

## Personnalités
- Moché Haïm Éphraïm de Sudilkov, célèbre rabbin de la ville.